# Cœur Défense
Cœur Défense je kancelářský mrakodrap v La Défense, výškové obchodní čtvrti západně od Paříže. S 350 000 m² jde o budovu s největší podlahovou plochou v Evropě, spolu s Palácem Parlamentu v Bukurešti. 161 metrů vysoký mrakodrap byl dokončen v roce 2001, stojí na místě Esso Tower, budovy z 60. let.